# Giuseppe Meazza
Giuseppe „Peppino” Meazza (pronunție în italiană [dʒuˈzɛppe meˈattsa]; 23 august 1910 – 21 august 1979), de asemenea cunoscut ca il Balilla, a fost un fotbalist italian, care a jucat în principal pentru Internazionale în anii 1930, marcând 242 de goluri în 365 de meciuri pentru club. A condus Italia la victorie la două Campionate Mondiale: în 1934 și în 1938, câștigând premiul Balonul de Aur în 1934. El este considerat pe scară largă cel mai bun jucător al generației sale și unul dintre cei mai mari din toate timpurile. A fost clasat pe locul patru în clasamentul celor mai buni jucători din istoria Campionatului Mondial.

## Palmares

### A.S. Ambrosiana / A.S. Ambrosiana-Inter (F.C. Internazionale Milano)
- Serie A (3)
  - Câștigător: 1929–30, 1937–38, 1939–40
  - Locul doi: 1932–33, 1933–34, 1934–35
- Coppa Italia (1)
  - Câștigător: 1939
- Cupa Mitropa
  - Locul doi: 1933

### AC Milan
- Coppa Italia
  - Locul doi: 1942

### Italia
- Campionatul Mondial de Fotbal (2)
  - Câștigător: 1934, 1938
- Dr. Gero Cup (2)
  - Câștigător: 1927/1930, 1933/1935